# Округ Рандолф (Индијана)
Округ Рандолф (енгл. Randolph County) је округ у америчкој савезној држави Индијана.

## Демографија
По попису из 2010. године број становника је 26.171, што је 1.23 (-4,5%) становника мање 2000. године.
| Група             | 2000.          | 2010.          |
| Белци             | 26.716 (97,5%) | 24.895 (95,1%) |
| Афроамериканци    | 70 (0,3%)      | 117 (0,4%)     |
| Азијати           | 42 (0,2%)      | 61 (0,2%)      |
| Хиспаноамериканци | 333 (1,2%)     | 790 (3,0%)     |
| Укупно            | 27.401         | 26.171         |